# Vaterpolo na Europskim igrama
Vaterpolo na Europskim igrama je u programu od prvih Igara u Bakuu 2015. godine, i to i u muškoj i u ženskoj konkurenciji. Natječu se reprezentacije do 17 godina. 

## Osvajači odličja na EG u vaterpolu

### Muški
| Europske igre | Zlato  | Srebro     | Bronca |
| ------------- | ------ | ---------- | ------ |
| Baku 2015.    | Srbija | Španjolska | Grčka  |

### Žene
| Europske igre | Zlato  | Srebro     | Bronca |
| ------------- | ------ | ---------- | ------ |
| Baku 2015.    | Rusija | Španjolska | Grčka  |

## Odličja po državama

### Muški
| Država     | Zlato | Srebro | Bronca | Ukupno |
| ---------- | ----- | ------ | ------ | ------ |
| Srbija     | 1     | 0      | 0      | 1      |
| Španjolska | 0     | 1      | 0      | 1      |
| Grčka      | 0     | 0      | 1      | 1      |

### Žene
| Država     | Zlato | Srebro | Bronca | Ukupno |
| ---------- | ----- | ------ | ------ | ------ |
| Rusija     | 1     | 0      | 0      | 1      |
| Španjolska | 0     | 1      | 0      | 1      |
| Grčka      | 0     | 0      | 1      | 1      |

## Plasmani i sastavi Hrvatske
- Hrvatska 2015. (rođeni 1998. i 1999.), 4. mjesto: Luka Podrug, Petar Bratim, Duje Pejković, Lovro Paparić, Ivan Krolo, Marko Blažić, Karlo Kreković, Matias Biljaka, Marin Dašić, Franko Lazić, Zvonimir Butić, Jacob Merčep, Mateo Saftić; stručni stožer Joško Kreković, Mia Šimunić, Renco Posinković, Frano Karač[1]